# 22553 Ісунь
22553 Ісунь (22553 Yisun) — астероїд головного поясу, відкритий 31 березня 1998 року.
Тіссеранів параметр щодо Юпітера — 3,507.
Названо на честь призера конкурсу Intel Science Talent Search І Сунь, яка 2006 року потрапила у фінал.